# Tadjou Salou
Tadjou Salou, né le 24 décembre 1974 à Lomé et mort le 2 avril 2007 dans la même ville des suites d'une maladie, est un footballeur togolais.

## Biographie
Tadjou Salou a été défenseur et ancien sociétaire des clubs togolais, Modèle, Agaza et Étoile filante de Lomé avant d'entreprendre une carrière internationale : quatre saisons au Club africain de Tunis, puis le Servette de Genève en Suisse, pour trois saisons, puis trois autres saisons à l'Étoile Carouge FC, en Suisse également. 
À la fin de son contrat qui n'a pas été renouvelé, le joueur est revenu au Togo, où il a ainsi intégré l'AS Douanes de Lomé, avant l'Étoile Filante. Tadjou a été pendant plusieurs années capitaine des Éperviers du Togo.
C'est le frère de Salou Bachirou, attaquant togolais.